# Izunokuni
Izunokuni é uma cidade japonesa localizada na província de Shizuoka.
Em 2009 a cidade tem uma população estimada em 49 458 habitantes e uma densidade populacional de 522 h/km². Tem uma área total de 94,71 km².
A cidade foi criada a 1 de Abril de 2005 em resultado das fusões de Ōhito, Izunagaoka e Nirayama.